# Giovanni Saldarini
Giovanni Saldarini (Cantù, 11 december 1924 – Milaan, 18 april 2011) was een Italiaans geestelijke en kardinaal van de Katholieke Kerk.
Saldarini bezocht het seminarie van Petrus de Martelaar in Venegono Inferiore en vervolgens studeerde hij aan de theologische faculteit in Milaan en aan het Pauselijk Bijbelinstituut in Rome. Hij werd op 31 december 1947 tot priester gewijd door Alfredo kardinaal Ildefonso Schuster, aartsbisschop van Milaan. Hij werd vervolgens leraar aan de aartsbisschoppelijke middelbare school in Desio. Tussen 1949 en 1952 studeerde hij verder in Rome. In 1952 werd hij hoogleraar aan het seminarie van Venegono.
In 1967 verruilde Saldarini het seminarie voor het pastoraat in het aartsbisdom Milaan. Paus Johannes Paulus II benoemde hem in 1979 tot ereprelaat. In 1982 werd hij pro-vicaris-generaal van het aartsbisdom Milaan. Een jaar later werd hij kanunnik van het kathedraal kapittel van de Dom van Milaan.
In 1983 werd Saldarini hulpbisschop van Milaan en titulair bisschop van Gaudiaba. Hij ontving zijn bisschopswijding uit handen van Carlo Maria kardinaal Martini, S.J., en Giovanni kardinaal Colombo, respectievelijk aartsbisschop en aartsbisschop-emeritus van Milaan. In 1989 werd Saldarini benoemd tot aartsbisschop-metropoliet van Turijn.
Tijdens het consistorie van 28 juni 1991 creëerde Johannes Paulus II Saldarini kardinaal. De titeldiaconie Sacro Cuore di Gesù werd - pro hac vice - zijn titelkerk. In 1999 vroeg en kreeg hij om gezondheidsredenen ontslag. Hij verrichtte sindsdien pastoraal werk in Milaan.
- Bibliothèque nationale de France: cb125609408 (data)
- International Standard Name Identifier: 0000 0001 1879 2657
- Library of Congress Control Number: n85241554
- Nationale en Universitaire bibliotheek Zagreb: 000291771
- Nederlandse Thesaurus van Auteursnamen: 132384868
- Istituto Centrale per il Catalogo Unico: CFIV004872
- Système universitaire de documentation: 034907092
- Virtual International Authority File: 89616682
- WorldCat: E39PBJwxFXqP7KmFCgqmrhTmBP